# Notodiaptomus maracaibensis
Notodiaptomus maracaibensis là một loài động vật giáp xác thuộc họ Diaptomidae. Chúng là loài đặc hữu của Venezuela. 